# Jodoform
Jodoform (łac. iodoformium), CHI
3 – organiczny związek chemiczny z grupy halogenków alkilu, jodowa pochodna metanu.

## Właściwości
W temperaturze pokojowej czysty jodoform formuje żółte kryształy lub proszek o charakterystycznym, intensywnym i silnie przenikającym zapachu. Temperatura topnienia 119 °C. Pod wpływem światła i powietrza ulega stopniowemu rozkładowi. Praktycznie nie rozpuszcza się w wodzie, jest rozpuszczalny w rozpuszczalnikach organicznych (np. alkohol etylowy, dwusiarczek węgla, chloroform, etery, kwas octowy).

## Otrzymywanie
Otrzymywany jest z acetonu lub alkoholu etylowego działaniem roztworu jodu w wodorotlenku sodu (NaOH) lub potasu (KOH), patrz reakcja jodoformowa.

## Historia
Jodoform jest jednym z najstarszych antyseptyków. Wprowadził go do medycyny wiedeński chirurg Albert von Mosetig-Moorhof w 1880 r. 

## Zastosowanie w medycynie
Jodoform wykazuje działanie przeciwbakteryjne, miejscowo znieczulające, odwaniające, osuszające oraz tamujące krwawienie. Pobudza także korzystne procesy ziarninowania. Zaletą kliniczną jodoformu jest brak wytwarzania oporności przez bakterie – co jest wykorzystywane w przypadkach oporności bakterii na antybiotyki. Wadą związku jest przenikliwa, nieprzyjemna woń oraz toksyczność po przypadkowym zażyciu doustnym. Obecne znaczenie w lecznictwie jodoformu jest znacznie mniejsze niż dawniej, jednak jest ujęty Farmakopei Polskiej (stan na 2022 r.).
Zastosowanie obejmuje wiele obszarów medycyny. Używany jest w chirurgii i dermatologii (zakażone rany, zwłaszcza z cuchnącymi wydzielinami ropnymi, antybiotykooporne choroby skóry); laryngologii, stomatologii, niekiedy w ginekologii oraz rzadziej w innych gałęziach lecznictwa. Stosowany jest także w weterynarii (głównie w chorobach kopyt). Sporządza się postaci leków recepturowych wykonywanych w aptece w zakresach stężeń 2–30% (maści, pasty, emulsje, zawiesiny, przysypki, globulki dopochwowe, pręciki docewkowe). Może być zaaplikowany w formie nieprzetworzonej (per se).
Przykłady złożonych składów leków recepturowych:

PASTA JODOFORMOWA złożona
Rp.

Iodoformi                              20,0
Tetracaini hydrochlorici         3,0
Thymoli                                   0,4
Pastae Zinci                 ad 100,0
M.f.pasta

GLOBULKI JODOFORMOWO-METRONIDAZOLOWE
Rp.

Iodoformi                0,2
Metronidazoli          0,4
Witepsoli H15          q.s
M.f.glob.vag.   d.t.d. No 12

Dostępność w Polsce
W zależności od obszaru zastosowania jodoform jest handlowo dostępny (2022) jako :
- Iodoformium FP XII (Farmakopea Polska) - surowiec farmaceutyczny do receptury aptecznej (Fagron[9][10]; Chema-Elektromet[11][12])

- Jodoform USP (Farmakopea Amerykańska) - wyrób medyczny stomatologiczny (Chema-Elektromet)[13]